# Georg Friedrich von Tempelhoff

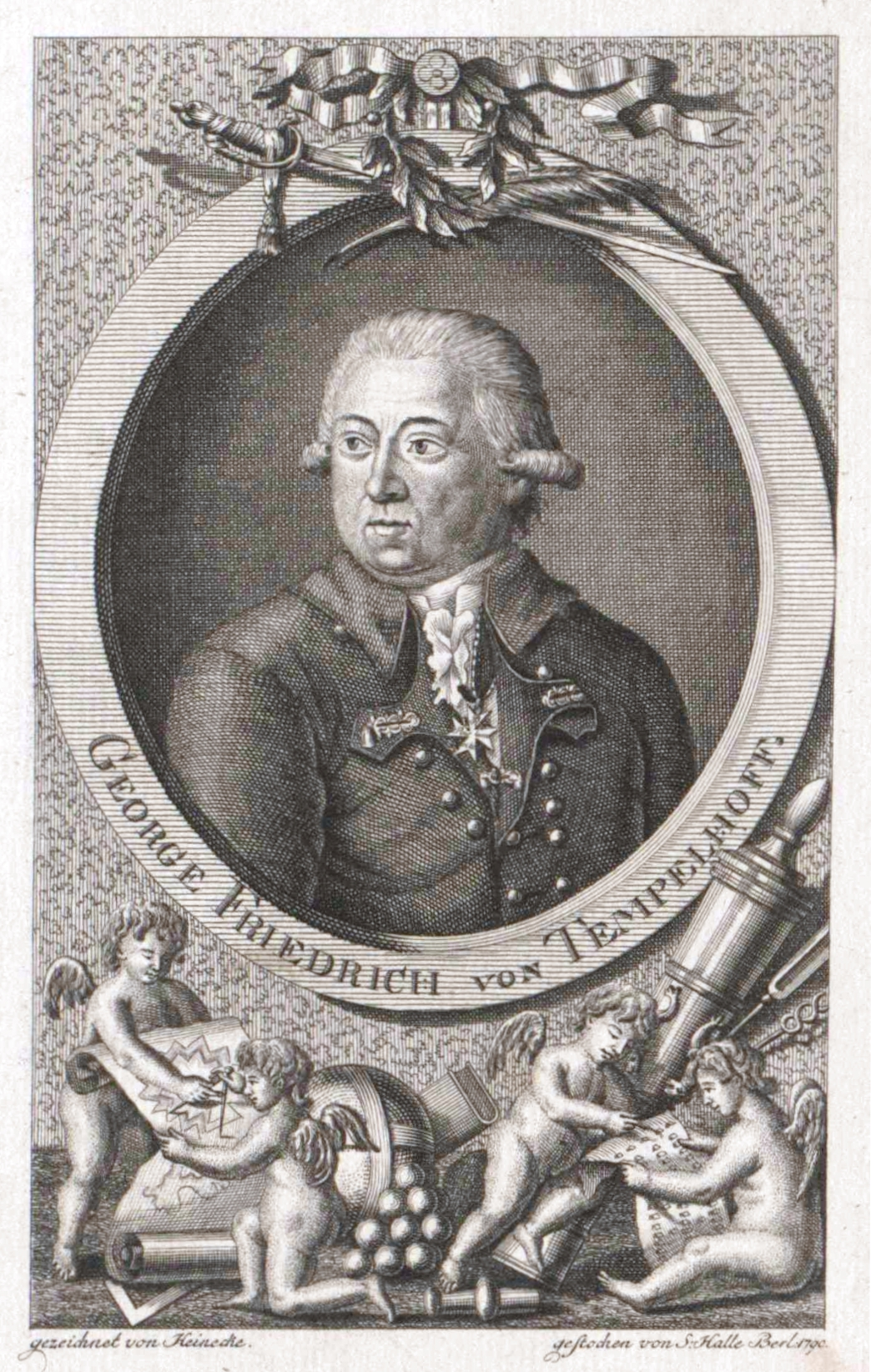
Georg Friedrich von Tempelhoff

Georg Friedrich Ludwig Tempelhoff, ab 1784 von Tempelhoff (* 19. März 1737 auf Gut Trampe bei Eberswalde, Landkreis Barnim, Brandenburg; † 13. Juli 1807 in Berlin) war ein Mathematiker, Militär-Wissenschaftler und Musik-Schriftsteller, königlich preußischer Generalleutnant, Mitglied der Preußischen Akademie der Wissenschaften und der Preußischen Akademie der Künste. Ab 1805 General-Inspektor aller militärischen Erziehungsanstalten des preußischen Staates.

## Familie
Seine preußische Beamtenfamilie stammte ursprünglich aus Mühlenbeck bei Bernau (Mark Brandenburg) und er war der Sohn des königlich preußischen Amtsrats Georg Samuel Tempelhoff (1711–1775), Pächter der Staatsdomänen Trampe bei Eberswalde und Kossenblatt bei Beeskow (heute Ortsteil von Tauche, Landkreis Oder-Spree, Brandenburg), später von Gut Rampitz (heute Ortsteil von Cybinka) im Bezirk Frankfurt (Oder), und dessen erster Ehefrau, der Pastorentochter Marie Margarethe Thieme (1717–1751).
Tempelhoff heiratete am 10. Juni 1780 in Berlin Louisa Friederike Charlotte Grunow (* 16. Januar 1759 in Königsberg, Neumark; † 9. Juli 1820 in Berlin), die Tochter des Bürgermeisters und Kreiseinnehmers zu Königsberg Christian Gottlieb Grunow und der Charlotte Louisa Ringmuth.
Tempelhoff wurde am 20. März 1784 in den preußischen Adelsstand als von Tempelhoff erhoben.

## Leben
Tempelhoff trat als Absolvent der Brandenburgischen Universität Frankfurt und der Friedrichs-Universität Halle im Jahre 1756 in die preußische Armee des Königs Friedrich II. ein, nahm als einfacher Artillerist an den bedeutenden Schlachten des Siebenjährigen Krieges teil, wurde 1759 Offizier und begann unmittelbar nach dem Krieg mit militärhistorischen, mathematischen und astronomischen Studien. Im Jahre 1775 vollendete er sein erstes Buch über die Taktik der Artillerie, das zur Zufriedenheit König Friedrichs II. ausfiel, aber sogleich aus Gründen der militärischen Geheimhaltung nicht publiziert werden durfte. Georg Friedrich konnte aber Mathematik und Ballistik für die Offiziere der Berliner Garnison lehren, erreichte durch seine Teilnahme am Feldzug von 1778/1779 den Rang eines Kapitäns. Nach der Rückkehr in die Hauptstadt Berlin hielt von Tempelhoff vor den Offizieren der Residenz Vorlesungen über Festungslehre. Auch sein zweites Buch aus dem Jahre 1781 Le Bombardier Prussien blieb militärische Verschlusssache. 1783 wurde er als Major Lehrer an der Berliner Inspektionsschule und galt als Preußens bester Artillerist. König Friedrich II. erhob 1784 Tempelhoff in den erblichen Adelsstand, verweigerte ihm aber die Aufnahme in die Akademie der Wissenschaften. Wegen seiner mathematischen und astronomischen Studien galt er als einer der Gelehrten des Heeres.
Unter Friedrich Wilhelm II. erhielt Tempelhoff ein Artillerieregiment, den Generalsrang und nun auch endlich die ersehnte Aufnahme in beide preußische Akademien zu Berlin, die der Wissenschaften und die der Künste. Zugleich beauftragte ihn der König 1787 mit der Ausbildung des Kronprinzen Friedrich Wilhelm (1770–1840) und seines Bruders Ludwig (1773–1796) in den mathematischen und militärischen Wissenschaften. Am 20. Juni 1789 verlieh ihm Friedrich Wilhelm II. durch Allerhöchste Kabinettsorder den Orden Pour le Mérite. Im Jahre 1791 wurde von Tempelhoff zum Direktor der neuerrichteten Artillerieakademie in Berlin ernannt, widmete den Großteil seiner Zeit der militärwissenschaftlichen Forschung und veröffentlichte zwischen 1783 und 1801 sein Hauptwerk, die Geschichte des Siebenjährigen Krieges in sechs Bänden. Am Feldzug gegen Frankreich 1792 bis 1794 nahm er als Chef eines Artillerieregiments teil, musste wegen offener Auseinandersetzungen mit Vorgesetzten auf Weisung des Königs Friedrich Wilhelm II. das Kommando abgeben, wurde aber später durch König Friedrich Wilhelm III. rehabilitiert, 1802 zum Generalleutnant befördert und mit dem Roten und Schwarzen Adlerorden ausgezeichnet. Der König vertraute ihm auch die Ausbildung seiner Brüder, der Prinzen Heinrich (1781–1846) und Wilhelm (1783–1851), in Fortifikation und Artilleriewesen an.
Eines der historischen Verdienste von Tempelhoffs war die Bemühung um die Aufnahme Gerhard von Scharnhorsts in die Reihen der preußischen Armee und dessen Unterstützung als sein Regimentschef in den Jahren ab 1801.
Als Musiker besaß er zahlreiche Manuskripte von Johann Gottlieb Janitsch, die 1999 vom Kiewer Konservatorium an die Staatsbibliothek zu Berlin zurückgegeben wurden.
Sein Grab auf dem Alten Garnisonsfriedhof in Berlin-Mitte existiert nicht mehr.

## Werke
- Anfangs-Gründe der Analysis endlicher Größen zum Gebrauch der Königl. Preußischen Artillerie, Arnold Wever, Berlin 1769.
- Anfangsgründe der Analysis des Unendlichen, Band 1 (Erster Theil), Gottlieb August Lange, Berlin und Stralsund 1770.
- Genaue Berechnung der Sonnenfinsternisse und Bedeckung der Finsternisse vom Monde, Haude und Spener, Berlin 1772.
- G. F. Tempelhoff`s vollständige Anleitung zur Alegbra , Neue Auflage, Arnold Wever, Berlin 1773.
- Geschichte des siebenjährigen Krieges in Deutschland zwischen dem Könige von Preußen und der Kaiserin Königin mit ihren Alliirten als eine Fortsetzung der Geschichte des General Lloyd. Welcher den Feldzug von 1759 enthält. Dritter Theil, Johann Friedrich Unger, Berlin 1787.